# Norma (ópera)
Norma es una tragedia lírica en dos actos con música de Vincenzo Bellini y libreto en italiano de Felice Romani (basado en la tragedia Norma, ou L'infanticide, de Alexandre Soumet), estrenada en La Scala de Milán el 26 de diciembre de 1831. Se considera un ejemplo de la mayor altura de la tradición belcantista. "Casta Diva" fue una de las arias más conocidas en el siglo XIX y continúa siendo una de las más populares del repertorio lírico.

## Historia

### Composición
Después de La sonámbula, Bellini cambió de género y pasó a la tragedia. Norma pone de manifiesto las excepcionales dotes teatrales del compositor para explorar las profundidades del drama romántico. La figura de Norma ocupa un lugar destacado entre los grandes personajes femeninos de la historia de la ópera. Los antecedentes de la heroína belliniana se encuentran en las óperas Medea (1797) de Cherubini y La vestale (1807) de Spontini, la primera desarrolla el tema del infanticidio como venganza y la segunda el de la sacerdotisa que rompe sus votos.
Felice Romani realizó profundas modificaciones respecto a la tragedia de Soumet. En esta, Norma daba muerte a sus hijos. Los modelos de Soumet serán las figuras mitológicas de Níobe y Medea, así como Lady Macbeth de Shakespeare y la sacerdotisa de los druidas Velléda, del poema épico de Chateaubriand Les martyrs ou Le Triomphe de la religion chrétienne. Romani enriqueció este mundo femenino, de por sí complejo, con dos aspectos importantes: el amor de la protagonista hacia Pollione y sus hijos. Norma es una mujer de sentimientos profundos y contradictorios: suma sacerdotisa y madre, amante abandonada y rival vengativa, todo en una misma persona. Su trágico final es consecuencia inevitable de sus conflictos emocionales y de la incompatibilidad entre el voto religioso, el deber hacia su pueblo y el amor no correspondido. Su muerte no es un castigo que se inflige a sí misma, sino una solución catártica a sus conflictos internos.
En una carta datada el 1 de septiembre de 1831, Bellini escribió a la soprano Giuditta Pasta que "Romani cree (que este tema) será muy efectivo, y absolutamente ideal para tu carácter enciclopédico, debido a la clase de carácter que tiene Norma". De hecho, el rango vocal y dramático de Pasta era notable: en marzo de ese mismo año, ella había creado un papel belliniano muy diferente: Amina, la vulnerable doncella suiza, en La sonámbula.
Musicalmente, Norma se caracteriza por sus melodías largas, dramáticas, muy ornamentadas e intensamente emocionales. Entre los fragmentos inolvidables de esta ópera se encuentra Casta diva, quizás el aria de soprano más conocida de toda la historia de la música.
Fue compuesta en menos de tres meses, desde el inicio de septiembre hasta finales de noviembre de 1831.

### Representaciones
Se estrenó en el Teatro de La Scala de Milán el 26 de diciembre de 1831. Aquella tarde la ópera, destinada a convertirse en la más popular de las diez compuestas por Bellini, resultó un fiasco clamoroso, debido a diversas circunstancias unidas a la ejecución propiamente dicha (la indisposición de la primadonna, la soprano Giuditta Pasta, así como la tensión psicológica de los otros miembros del elenco), y también por la presencia de una claque adversa a Bellini y a la Pasta. No influyeron menos la extraña severidad de la dramaturgia y la ausencia del momento más suntuoso, el concertante que tradicionalmente cerraba el primero de los dos actos, que cogió por sorpresa al público milanés.
En el siglo XIX, era habitual que los compositores interpolaran arias propias en óperas de otros compositores. Richard Wagner escribió un aria para bajo y coro de hombres para una producción de Norma del año 1837.
El papel de Norma se considera como uno de los más difíciles del repertorio para soprano. Exige un tremendo control vocal de rango, flexibilidad y dinámica. Contiene una amplia variedad de emociones: conflicto entre la vida personal y la pública, la vida romántica, el amor maternal, la amistad, los celos, el impulso asesino y la resignación. La soprano alemana Lilli Lehmann una vez afirmó que cantar las tres Brunildas de El anillo del nibelungo de Wagner en una tarde era menos exigente que el canto de una sola Norma. Asimismo, en un razonamiento menos conocido, dijo "Cuando cantas Wagner, te dejas llevar tanto por la emoción dramática, la acción y la escena que no tienes que pensar en cómo cantar las palabras. Eso viene solo. Pero en Bellini, siempre debes cuidar la belleza de tono y la emisión correcta".
En España se estrenó en el Teatro del Príncipe (Madrid) en 1834.
A lo largo del siglo XX, muchas cantantes se han enfrentado a este papel, con diversos grados de éxito. La siguiente es una lista de algunas de las Normas más conocidas, cada una de las cuales ha llevado sus propias fortalezas y debilidades al papel. Entre ellas se destacan las interpretaciones de Rosa Raisa, Claudia Muzio y Rosa Ponselle en los años veinte. La más prolífica Norma del período de posguerra fue Maria Callas, quien con 89 representaciones en escena (algunas de las cuales se conservan grabadas) y dos grabaciones de estudio en 1954 y 1960, impuso la supremacía del papel en el repertorio belcantista entre 1949 y 1964.
La entonces instaurada "nueva-antigua" tradición de Pasta-Callas fue sucedida por dos intérpretes muy diferentes, ambas herederas del renacido y depurado estilo dramático-belcantista: la turca Leyla Gencer, que interpretó el papel junto a Giulietta Simionato, y la australiana Joan Sutherland, secundada por la Adalgisa de Marilyn Horne. Después del debut de la Sutherland en 1964 en el papel titular, Pavarotti la llamó "la mayor voz femenina de todos los tiempos".
En la década de los setenta, otras cuatro expertas en el belcantismo debutaron como Norma: Radmila Bakočević, Montserrat Caballé Beverly Sills y Renata Scotto. No pueden desdeñarse fácilmente otras destacadas intérpretes del personaje, como Grace Bumbry y Shirley Verrett, las dos famosas divas afroamericanas que empezaron como mezzosopranos y con el tiempo empezaron a cantar el repertorio de soprano.
En los años ochenta y noventa, el papel de Norma fue interpretada por cantantes tan diferentes como Katia Ricciarelli, Anna Tomowa-Sintow, Marisa Galvany, Dame Gwyneth Jones, y Jane Eaglen. Normas contemporáneas son Fiorenza Cedolins, Galina Gorchakova, Hasmik Papian, Maria Guleghina, Nelly Miricioiu, June Anderson, y Edita Gruberová. En 2008, Daniela Dessì interpretó Norma en el Teatro Comunale de Bolonia.
Norma sigue siendo una de las óperas más populares; en las estadísticas de Operabase aparece la n.º 38 de las cien óperas más representadas en el período 2005-2010, siendo la 20.ª en Italia y la primera de Bellini.

## Personajes

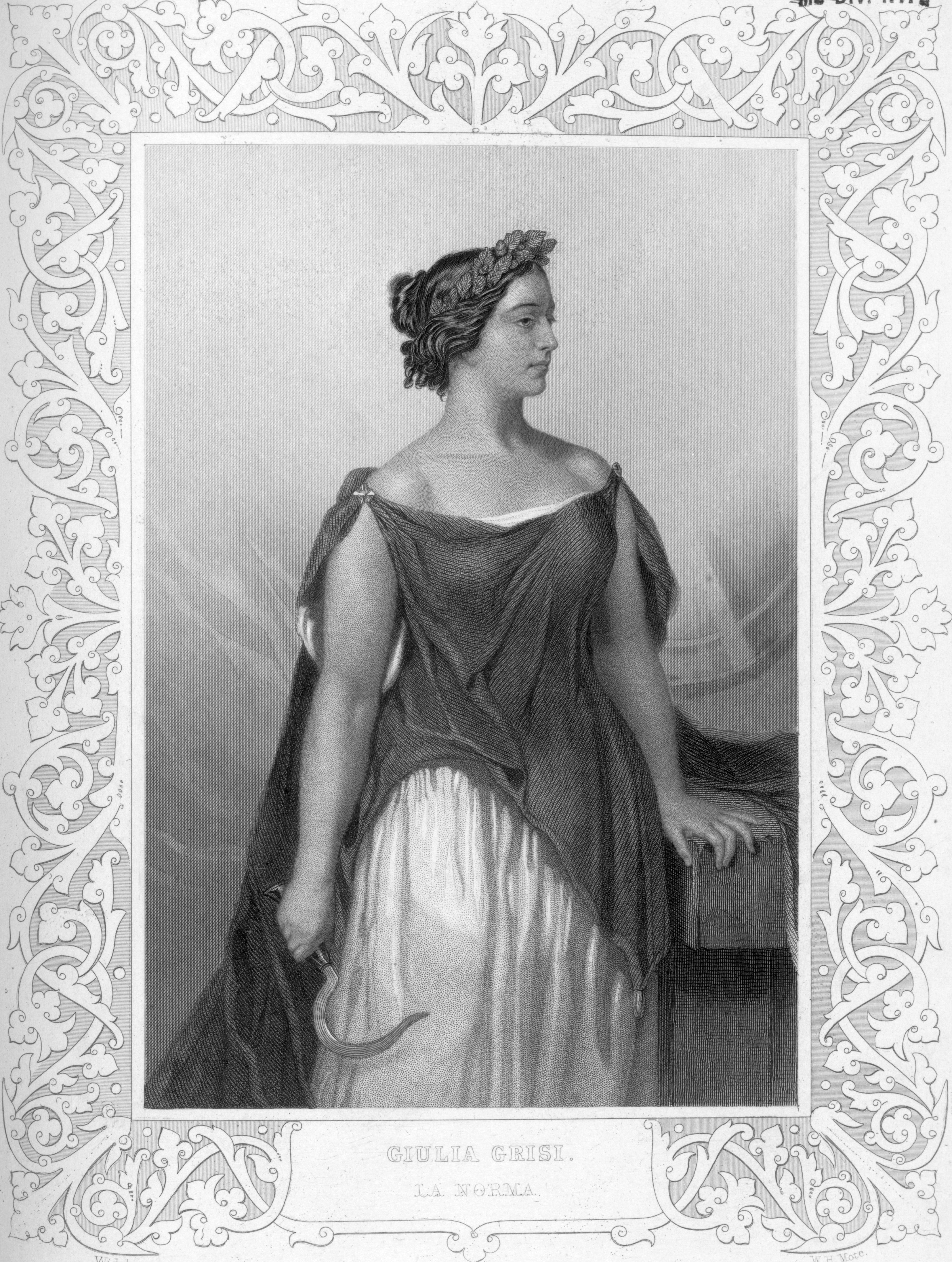
Giulia Grisi como Norma. Interpretó a Adalgisa en 1831.

| Personaje                                                         | Tesitura               | Elenco del estreno, 26 de diciembre de 1831 (Director: – ) |
| ----------------------------------------------------------------- | ---------------------- | ---------------------------------------------------------- |
| Norma, hija de Oroveso, suma sacerdotisa de los celtas            | soprano                | Giuditta Pasta                                             |
| Adalgisa, sacerdotisa en el bosquecillo de la estatua de Irminsul | soprano o mezzosoprano | Giulia Grisi                                               |
| Pollione, procónsul romano en la Galia                            | tenor                  | Domenico Donzelli                                          |
| Oroveso, jefe de los druidas                                      | bajo                   | Vincenzo Negrini                                           |
| Clotilde, amiga de Norma                                          | soprano                | Marietta Sacchi                                            |
| Flavio, compañero de Pollione                                     | tenor                  | Lorenzo Lombardi                                           |

## Argumento
Lugar en el que se desarrolla la obra: la Galia
Época: siglo I a. C. (ocupación romana)
La trama gira en torno al amor que siente la sacerdotisa Norma por Polión, procónsul romano. Él, padre de sus hijos, ama a otra mujer, Adalgisa, también sacerdotisa. El enfrentamiento entre ambas se simboliza en el célebre dúo Mira O Norma. Antes de que se alce el telón, la sacerdotisa Norma, hija del jefe de los druidas Oroveso, es la amante secreta del procónsul Polión, del que ha tenido dos hijos, custodiados por la fiel Clotilde mientras el resto no lo sabe. El romance hace que Norma trate por todos los medios de acallar la rebelión contra Roma, esperando que se establezca la paz entre los dos pueblos y así no perder a su amado.

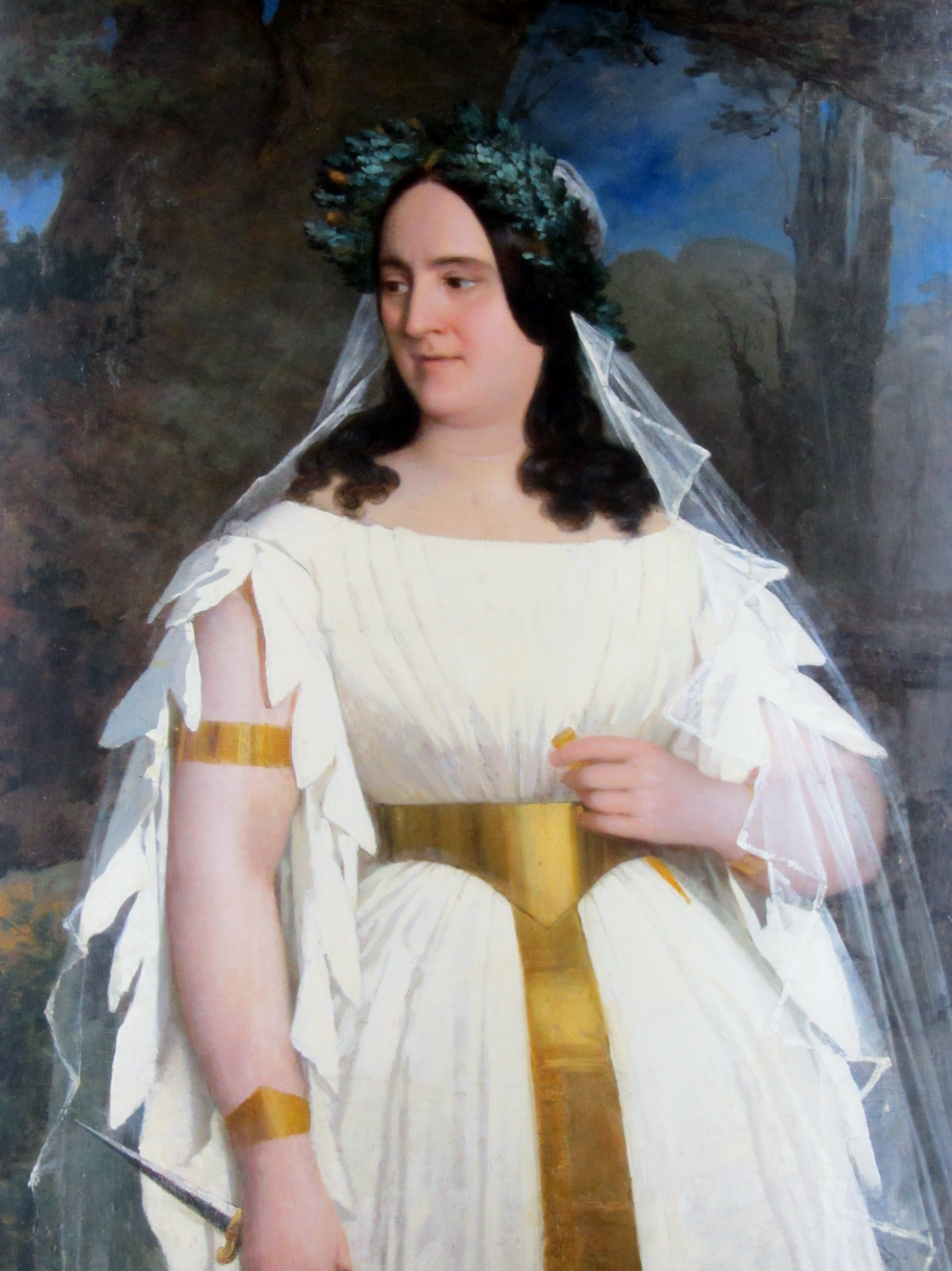
Raimundo Monvoisin - Clorinda Corradi como Norma

### Acto I
El bosquecillo.
Cuadro I
La ópera comienza con un coro de Oroveso y los druidas. Dell'aura tua profetica - "Con tu aura profética". Se marchan y entra Polión con su amigo Flavio, a quien confía que está enamorado de una joven novicia del templo de Irminsul, Adalgisa, y que quiere dejar a Norma; le relata un sueño terrible en el que Norma mata a sus hijos y a Adalgisa (Meco all'altar... Me protegge, mi difende - "Conmigo, en el altar... Me protege, me defiende"). Los dos romanos se marchan cuando oyen que se acercan sacerdotes y guerreros galos al bosque, en espera de que la sacerdotisa Norma dé la orden de atacar a los romanos. Un coro de druidas anuncian que Norma viene. Ella, por su amor secreto por el romano, pide la paz. No sabe que Polión se ha cansado de  Norma y que se ha enamorado de Adalgisa.  Se dispone a cortar muérdago a la luz de la Luna (Cavatina: Casta Diva.)
Todos se alejan. Adalgisa espera a Polión, quien le pide que huya a Roma con él; al final, a pesar de su piedad y virtud, accede a ello (dúo: Va, crudele, al Dios spietato - "Vete, cruel, al Dios despiadado").
Cuadro II
En el refugio donde los hijos de Norma están escondidos, esta le cuenta a Clotilde que Polión se va a ir a Roma. Duda de si él la llevará o no. Cuando Clotilde se lleva a los niños, aparece Adalgisa, presa de sus remordimientos. Se debate entre su amor a Polión y sus votos ceremoniales. Inocentemente pide consejo a Norma, diciéndole que ha vulnerado el voto de castidad pero sin revelar el nombre del amado. Norma queda conmovida por su historia (que tanto se parece a la propia) y, puesto que no sabe el nombre del amado, exime de sus votos a Adalgisa (dúo: Oh rimembranza! - "¡Oh, recuerdo!"). Cuando Norma se entera de que su enamorado es el mismo de Adalgisa, entra en cólera y maldice a Polión por su traición. Norma le advierte que Polión le hará lo mismo, abandonarla a ella y a sus hijos. Les dice que se marchen, y les advierte que tengan miedo de su furia (trío: Oh, non tremare, o perfido - "¡Oh, no tiembles, pérfido").

### Acto II
Cuadro I
Habitación de Norma.
Norma pretende matar a sus hijos por despecho, pero en el último momento es incapaz de cometer semejante crimen. Decidida a suicidarse, hace llamar a Adalgisa y le ruega que adopte a los niños y los lleve a Roma, después de casarse con Polión (Aria: Teneri, teneri figli - "Tiernos, tiernos hijos"). Pero Adalgisa lo rechaza y promete a Norma convencer a Polión para que vuelva con ella (dúo: Deh! Con te li prendi - "¡Ah! Llévalos contigo").
Cuadro II
Un claro del bosque.
Mientras tanto los druidas se reúnen en el bosque (coro: Non partì? - ¿No se ha ido?"). Guiados por Oroveso, traman una revuelta contra Roma (Aria: Del Tebro al giogo indegno - "Del Tíber el yugo indigno").
Cuadro III
En el bosque; altar de Irminsul.
Norma, que siempre se oponía, cuando sabe que Adalgisa no ha obtenido nada de su coloquio con Polión, llama a los galos. Los druidas cantan un himno de Guerra!. Norma proclama la guerra a los romanos. Tiene que pronunciar el nombre de la víctima propiciatoria que hay que inmolar al dios, llega la noticia de que un romano ha penetrado en el claustro: es Polión, que viene a llevarse a Adalgisa. Norma va a apuñalarlo, pero se detiene, llama invita a todos a salir con el pretexto de interrogarlo y a solas con Polión, le ofrece la vida con tal de que abandone a Adalgisa. El hombre lo rechaza (dúo: In mia man al fin... Preghi alfine? - "En mis manos, al fin,... ¿ruegas por fin?"). Norma llama a los suyos; ha decidido cuál será la víctima: una sacerdotisa que ha infringido los sagrados votos y traicionado a la patria. Va a pronunciar el nombre de Adalgisa, pero se ve envuelta en un sinfín de sentimientos contradictorios, debatiéndose entre la lealtad a su pueblo, el amor al romano y sus remordimientos por haber traicionado sus votos. La culpa de Adalgisa es la suya y, en medio del asombro general, pronuncia su propio nombre, expresando su amor por Polión (dúo: Qual cor tradisti - "Qué corazón traicionaste"). Conmovido, Polión comprende la grandeza de Norma y decide morir con ella. En secreto, Norma confiesa a Oroveso que es madre y le suplica que cuide a los niños, a fin de que puedan salvarse, alcanzando Roma junto con Clotilde. Luego sube a la pira con su amado para morir juntos (Concertante: Deh! Non volerli vittime - "No los conviertas en víctimas").

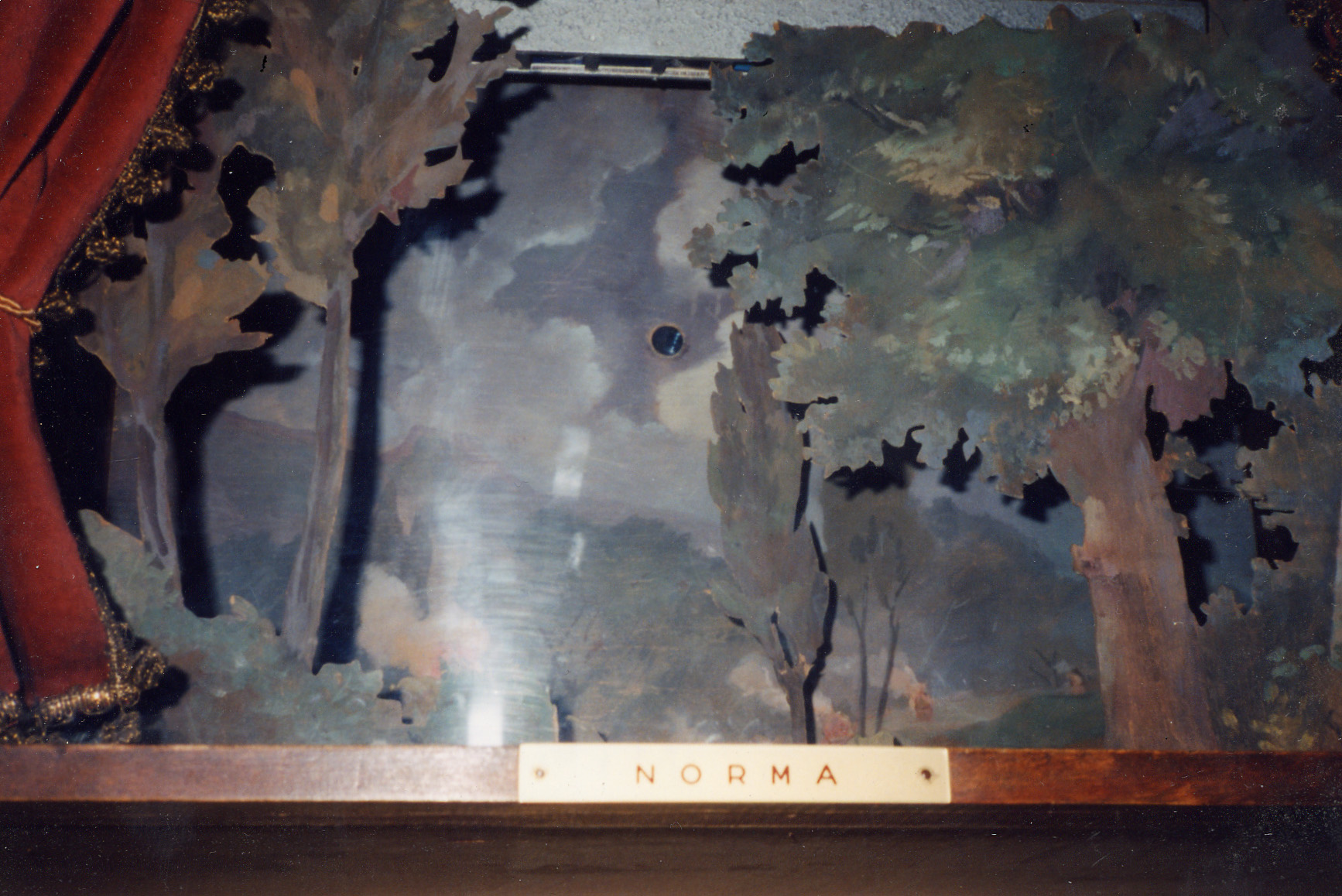
Escenografía conservada en el Museo Belliniano.

## Números musicales
Acto I
- Sinfonía
- Coro de introducción y cavatina Ite sul colle / Dell'aura tua profetica (Oroveso, coro)
- Recitativo y cavatina Meco all'altar di Venere / Me protege, me difende (Pollione)
- Coro Norma viene, ne cinge la chioma (Coro)
- Escena  y cavatina Casta diva / Ah! bello a me ritorna (Norma)
- Escena y dueto Va crudele, al dio spietato / Vieni a Roma (Adalgisa, Pollione)
- Escena y dueto Sola, furtiva al tempio / Ah sì! fa core e abbracciami, (Norma, Adalgisa)
- Escena y terceto final Oh, non tremare o perfido / Vanne sì, mi lascia indegno (Norma, Adalgisa, Pollione)

Acto II
- Escena Dormono entrambi! / Teneri figli (Norma)
- Escena y dueto Deh, con te, con te li prendi / Mira, o Norma / Cedi! Deh, cedi! / Si fino all'ore estreme, (Norma, Adalgisa)
- Escena Ei tornerà (Norma)
- Coro Guerra, guerra! Le galliche selve (coro)
- Escena y dueto In mia man alfin tu sei (Norma y Pollione)
- Escena y concertante final Deh! non volerli vittime (Norma, Oroveso, Pollione, coro)

## Características
Una de las características del romanticismo es la búsqueda de ambientes lejanos. Por contraposición al clasicismo, en lugar de regresar a la antigüedad clásica o al renacimiento, se optará por una vuelta a la Edad Media o a las tradiciones de los pueblos prerromanos.
Esta circunstancia hace que durante el primer tercio del siglo XIX se pongan de moda las novelas ambientadas en la Galia o en otros pueblos prerromanos, considerados como los verdaderos orígenes distintivos del nuevo nacionalismo emergente en la sociedad de la época.
Por este motivo Alexandre Soumet, como otros escritores, se inspirará en antiguas leyendas de estos pueblos. Concretamente en la leyenda celta en la que los druidas veneraban un árbol (el Yggdrasil, el mismo al que hace referencia Richard Wagner en El anillo del nibelungo y del que Wotan corta su lanza). Bajo este árbol los celtas realizaban sus reuniones y hacían sus sacrificios rituales.
Romani se inspirará lejanamente en todos estos hechos, pero en lugar de poner en primer lugar las guerras entre druidas y romanos, colocará la apasionada relación entre los dos amantes pertenecientes a diferentes culturas antagónicas. Hecho por demás, también eminentemente romántico.
Otra de las importantes referencias con respecto a la obra de Soumet es el papel de la mujer. Mientras en la obra del novelista, su Norma termina asesinando a sus propios hijos, presa de un ataque de locura, la Norma de Bellini es un personaje con múltiples facetas (una sacerdotisa coherente con su devoción, una madre que ama a sus hijos, una mujer enamorada y pasional hacia su hombre, una rival vengativa que saca sus más bajos instintos si es necesario...), en definitiva una compleja trama de personalidades cuya solución final es la muerte, pero no como castigo o ejecución de una heroína, sino como la consecuencia lógica de un grave conflicto de intereses.
Esta complejidad interpretativa del personaje, unida a las dificultades vocales de una obra considerada prototipo del belcantismo, ha hecho que solo las verdaderamente grandes sopranos de la historia hayan podido afrontar el papel con la suficiente dignidad, tal es el caso de María Callas, Joan Sutherland o Monserrat Caballé.

## Discografía
| Año  | Cast (Norma, Pollione, Adalgisa, Oroveso)                                | Director, Teatro de ópera y orquesta                                                         | Discográfica                                            |
| ---- | ------------------------------------------------------------------------ | -------------------------------------------------------------------------------------------- | ------------------------------------------------------- |
| 1937 | Gina Cigna, Giovanni Breviario, Ebe Stignani, Tancredi Pasero            | Vittorio Gui, Coro y orquesta del Teatro Regio de Turín                                      | Audio CD: Premiere Opera Ltd. Cat: CDNO 322-2           |
| 1952 | Maria Callas, Mirto Picchi, Ebe Stignani, Giacomo Vaghi                  | Vittorio Gui, Coro y orquesta de la Royal Opera House, Covent Garden                         | Audio CD: EMI Classics Cat: 562 668-2                   |
| 1954 | Maria Callas, Mario Filippeschi, Ebe Stignani Nicola Rossi-Lemeni        | Tullio Serafin, Coro y orquesta del Teatro de La Scala                                       | Audio CD: EMI Classics Cat: 586 8342                    |
| 1955 | Maria Callas, Mario del Monaco, Ebe Stignani, Giuseppe Modesti           | Tullio Serafin, Orquesta Sinfónica de la Radio de Milán                                      | Audio CD: Myto Cat: 00140                               |
| 1955 | Maria Callas, Mario del Monaco, Giulietta Simionato, Nicola Zaccaria     | Antonino Votto, Coro y orquesta del Teatro de La Scala                                       | Audio CD: Myto Cat: MCD 00153                           |
| 1960 | Maria Callas, Franco Corelli, Christa Ludwig, Nicola Zaccaria            | Tullio Serafin, Coro y orquesta del Teatro de La Scala                                       | Audio CD: EMI Classics Cat: CMS 5 66428-2               |
| 1964 | Joan Sutherland, John Alexander, Marilyn Horne, Richard Cross            | Richard Bonynge, Coro y Orquesta Sinfónica de Londres                                        | Audio CD: Decca Cat: 475 7902; 000717202 (USA)          |
| 1964 | Leyla Gencer, Bruno Prevedi, Adriana Lazzarini, William Wildermann       | Bruno Bartoletti, Orquesta y Coro Estables del Teatro Colón                                  | Audio CD: live-rare-opera Cat: Not given                |
| 1967 | Elena Souliotis, Mario del Monaco, Fiorenza Cossotto, Carlo Cava         | Silvio Varviso, Orquesta de la Academia Nacional de Santa Cecilia                            | Audio CD: London Cat: POCL 3824-5                       |
| 1972 | Montserrat Caballé, Plácido Domingo, Fiorenza Cossotto, Ruggero Raimondi | Carlo Felice Cillario, Orquesta Filarmónica de Londres, Coro de Ópera Ambrosiano             | Audio CD: RCA Victor Cat: 6502-2 RG                     |
| 1973 | Beverly Sills, Enrico Di Giuseppe, Shirley Verrett, Paul Plishka         | James Levine, Orquesta New Philarmonia, Coro John Alldis                                     | Audio CD: Deutsche Grammophon Cat: 477 8186             |
| 1974 | Montserrat Caballé, Jon Vickers, Josephine Veasey Agostino Ferrin        | Giuseppe Patanè, Coro y orquesta del Teatro Regio de Turín                                   | Audio CD: Opera d'Oro Cat: OPD 1140; DVD: VAI Cat: 4229 |
| 1979 | Renata Scotto, Giuseppe Giacomini, Tatiana Troyanos, Paul Plishka        | James Levine, Orquesta Filarmónica Nacional, Coro de Ópera Ambrosiano                        | Audio CD: SONY Cat: 88697446182                         |
| 1984 | Joan Sutherland, Luciano Pavarotti, Montserrat Caballé, Samuel Ramey     | Richard Bonynge, Coro y orquesta de la Ópera Nacional de Gales                               | Audio CD: London Cat: POCL 2891-3                       |
| 1986 | Maria Bieshu, Gegam Grigoryan, Ludmila Nam Georgi Seleznev               | Mark Ermler, Coro y orquesta del Teatro Bolshói                                              | Audio CD: Melodiya Cat: MCD 160 A & B & C               |
| 2001 | June Anderson, Shin Young Hoon, Daniela Barcellona, Ildar Abdrazakov     | Fabio Biondi, Teatro Regio de Parma                                                          | DVD: TDK Cat: DV ONOR                                   |
| 2005 | Dimitra Theodossiou, Carlo Ventre, Nidia Palacios, Riccardo Zanellato    | Giuliano Carella, Teatro Massimo Bellini (Catania)                                           | DVD-Video: Dynamic Cat: 33493                           |
| 2007 | Dimitra Theodossiou, Carlo Ventre, Daniela Barcellona, Simón Orfila      | Paolo Arrivabeni, Festival de Ópera Sferisterio (Macerata) Fondazione Orchestra delle Marche | DVD-Video: Dynamic Cat: 33561                           |

## Uso en el cine
- El realizador hongkonés Wong Kar-wai utilizó la música de Norma, en particular el aria Casta diva, en su película 2046.[11]
- Albert Dupontel utilizó el final "Guerra, guerra!" en la película Le Créateur (Escena de la crêperie)
- Clint Eastwood utilizó el aria Casta Diva en su película Los puentes de Madison

Para más usos de Casta Diva en el cine, véase el artículo dedicado a esta pieza.